# Juste avant la nuit
Pour plus de détails, voir Fiche technique et Distribution.
Juste avant la nuit est un film franco-italien réalisé par Claude Chabrol, sorti en 1971.

## Synopsis
Charles Masson, chef d'entreprise et père de famille, est entraîné par sa maîtresse Laura dans des jeux pervers. Ainsi va-t-elle un jour jusqu'à lui demander de faire semblant de la tuer. Elle le provoque tant et si bien que Charles finit par l'étrangler dans le studio parisien où ils se rencontrent. Après avoir jeté dans une bouche d'égout un mouchoir compromettant, il rentre chez lui. Laura était l'épouse du meilleur ami de Charles, François Tellier, architecte, qui ne tarde pas à découvrir que celle-ci le trompait…

## Fiche technique
- Titre original : Juste avant la nuit
- Réalisation : Claude Chabrol
- Scénario : Claude Chabrol, d'après le roman d'Edward Atiyah, The Thin Line
- Décors : Guy Littaye
- Photographie : Jean Rabier
- Montage : Jacques Gaillard
- Musique : Pierre Jansen
- Son : Guy Chichignoud
- Production : André Génovès
- Coproduction : Felice Testa Gay
- Sociétés de production : Les Films de La Boétie, Cinegai
- Société de distribution : Columbia Pictures
- Pays d'origine :  France
- Langue originale : français
- Format : couleur (Eastmancolor) — 35 mm — son Mono
- Genre : drame, policier
- Durée : 107 minutes
- Date de sortie : France, 31 mars 1971

## Distribution
- Stéphane Audran : Hélène Masson
- Michel Bouquet : Charles Masson
- Célia : Jacqueline, jeune fille au pair des Masson
- Brigitte Perin : Joséphine Masson, fille de Charles et Hélène
- Patrick Gillot : Auguste Masson, fils de Charles et Hélèn
- Clelia Matania (VF : Denise Grey) : Mme Masson, la mère de Charles
- François Périer : François Tellier
- Anna Douking : Laura Tellier
- Marina Ninchi : Gina Maillardi, la logeuse, amie de Laura Tellier
- Dominique Marcas : Mme Ortiz, la bonne des Tellier
- Dominique Zardi : Prince, associé de Masson
- Paul Temps : Bardin
- Marcel Gassouk : le barman
- Jean Carmet : Jeannot, patron de bistrot
- Michel Duchaussoy : le maître de cérémonie à l'enterrement
- Henri Attal : l'inspecteur Cavanna
- Jean-Marie Arnoux : un agent
- Daniel Lecourtois : Dorfmann
- Roger Lumont : le commissaire Delfeil
- Gilbert Servien : un policier

## Autour du film
La maison et le jardin de Charles et Hélène Masson ont été conçus et réalisés par l'architecte Jack Hamoniau.

## Distinctions
- 1971 : BAFTA Awards de la meilleure actrice pour Stéphane Audran

## Accueil
« Charles évoque les antihéros de Simenon mal à l'aise dans leur milieu, et dont le masque public dissimule à grand-peine les failles intimes. Il est aussi un personnage dostoïevskien, hanté par le péché et qui ne peut « pas supporter de ne pas être jugé ». Son obsession de la justice se heurte aux mensonges d'une bourgeoisie pour qui la vérité est scandale, rupture de l'ordre établi. Comme si le crime était au fond moins grave que son aveu. »

— Samuel Douhaire,  Télérama, 1er octobre 2011